# Sormery
Sormery es una localidad y comuna francesa situada en la región de Borgoña, departamento de Yonne, en el distrito de Avallon y cantón de Flogny-la-Chapelle.

## Demografía
| 1 251 | 1 250 | 1 298 | 1 330 | 1 387 | 1 318 | 1 334 | 1 287 | 1 214 | 1 370 | 1 110 | 1 046 | 1 043 | 999 | 961 | 890 | 813 | 802 | 764 | 708 | 668 | 620 | 614 | 544 | 564 | 481 | 472 | 453 | 366 | 377 | 373 | 349 | 384 |
| Para los censos de 1962 a 1999 la población legal corresponde a la población sin duplicidades (Fuente: INSEE [Consultar]) |       |       |       |       |       |       |       |       |       |       |       |       |     |     |     |     |     |     |     |     |     |     |     |     |     |     |     |     |     |     |     |     |